# 1049 в Україні
1049 в Україні — це перелік головних подій, що відбулись у 1049 році на території сучасних українських земель. Також подано список відомих осіб, що народилися та померли в 1049 році.

## Події
- правління князя Ярослава Мудрого у Києві.
- початок перших контактів Київської Русі з гузами та куманами (половцями), які замінили в степах печенігів.

## Особи

### Померли
- Феопемпт — Митрополит Київський і всієї Русі, який 1038 року освячував у Києві собор Святої Софії, а 1039 року — переосвятив церкву в ім'я Пресвятої Богородиці, яку згодом стали називати Десятинною.